# Burn-out
Burn-out oder Burnout, auch Burnout-Syndrom (von englisch burn out ‚ausbrennen‘), ist ein Oberbegriff für bestimmte Arten von persönlichen Krisen, die als Reaktion auf andauernden Stress und Überlastung am Arbeitsplatz auftreten.

## Allgemeines
Burn-out geht mit emotionaler Erschöpfung, einem Gefühl von Überforderung sowie reduzierter Leistungszufriedenheit einher. Die Symptomatik wird allerdings uneinheitlich beschrieben (Matthias Burisch identifizierte mehr als 130 Symptome) und überlappt mit der diverser anderer Störungsbilder (z. B. Depression). Burnout-Syndrome können mit eher unauffälligen Frühsymptomen beginnen und bis hin zu völliger Arbeitsunfähigkeit oder Suizid führen. Eine Studie von 2024 zeigt, dass 46 % der Deutschen gelegentlich unter Burnout-Symptomen leiden, während 22 % diese mindestens die Hälfte der Zeit oder öfter verspüren. Frauen sind stärker betroffen: 38 % berichten von Stresssymptomen wie Angst, Kopfschmerzen oder Schlaflosigkeit täglich oder mehrmals pro Woche, verglichen mit 25 % der Männer. Zudem gaben 35 % an, abends regelmäßig Arbeits-E-Mails zu prüfen, und 41 % arbeiten im Urlaub.
Als Ursachen für Burn-out wird häufig auf die Rolle von Stress verwiesen; diskutiert werden dabei sowohl äußere Faktoren der (Arbeits-)Umwelt, als auch persönliche Dispositionen (wie Perfektionismus oder die Unfähigkeit zur Abgrenzung). Burn-out kann auch mit Depersonalisation infolge einer Diskrepanz zwischen eigener Erwartung und Realität einhergehen und Endzustand eines Prozesses von idealistischer Begeisterung über Desillusionierung, Frustration und Apathie sein. Die Lebenszeit-Prävalenz von Burn-out in Deutschland beträgt laut der bevölkerungsrepräsentativen „Studie zur Gesundheit Erwachsener in Deutschland (DEGS1)“ 4,2 % und die 12-Monats-Prävalenz 1,5 %.

## Geschichte
Die erste Erwähnung von Burn-out als ein psychologisches Phänomen, das bei Helfern (hier: Bewährungshelfern) anzutreffen ist, findet sich 1969 bei Bradley. Als Entdeckungszusammenhang gelten aber die Beobachtungen von Herbert Freudenberger, die dieser im Laufe seiner ehrenamtlichen Tätigkeit in einer Free Clinic machte und 1974 unter dem Titel Staff Burn-Out veröffentlichte. Der Begriff Burn-out tauchte wiederholt in den 1970er Jahren in den Vereinigten Staaten in der Öffentlichkeit im Zusammenhang mit Pflegeberufen auf. Populär war er bereits 1960 durch den Roman von Graham Greene mit dem Titel A Burnt-Out Case geworden. Erste wissenschaftliche Artikel zu diesem Thema neben dem Aufsatz von Freudenberger erschienen ab 1976 bspw. von der Sozialpsychologin Christina Maslach (University of California, Berkeley).
In diesen grundlegenden Arbeiten wird das Burnout-Syndrom als Reaktion auf chronische Stressoren im Beruf beschrieben. Nach Maslach hat es drei Dimensionen:
1. eine überwältigende Erschöpfung (overwhelming exhaustion) durch fehlende emotionale und physische Ressourcen (Energien) als persönlicher Aspekt,
2. Gefühle des Zynismus und der Distanziertheit (detachment) von der beruflichen Aufgabe (Job) als zwischenmenschlicher Aspekt und
3. ein Gefühl der Wirkungslosigkeit (inefficacy – wegen mangelnder Ressourcen) und verminderter Leistungsfähigkeit als Aspekt der Selbstbewertung (Selbstbild; vgl. Selbstwirksamkeitserwartung).[14]

Freudenberger beschrieb Burn-out als superachiever-sickness. Die Krankheit sei der Preis allzu hoher Aspirationen und extremer Erfolgsorientierung oder hoher moralischer Ansprüche. Als besonders betroffen gelten aber auch Berufe, bei denen mit Menschen (als Klienten) gearbeitet wird, die sich in emotional belastenden Situationen befinden. Seit den 1990er Jahren wird Burn-out immer wieder auch im Zusammenhang mit anderen Berufsgruppen diskutiert, was jedoch auf der Grundlage von Metaanalysen kritisch zu beurteilen ist. Seit 2007 hat sich die Diskussion zu Burnout-Bedrohungen und -Ursachen auf Management-Kräfte verallgemeinert. Auch in den Medien hat sich der Begriff Burn-out verbreitet. Viele Psychiater halten das Burnout-Syndrom hingegen für eine Modediagnose, die als Grundlage zahlreicher Arbeitsunfähigkeitsbescheinigungen ein gesundheitsökonomischer Faktor geworden sei und die Diagnose einer Depression behindern könne.

## Burn-out als Diagnose
Burn-out wird in der 10. Revision der Internationalen Klassifikation der Krankheiten (ICD-10) im Abschnitt Probleme mit Bezug auf Schwierigkeiten bei der Lebensbewältigung des Kapitels Faktoren, die den Gesundheitszustand beeinflussen und zur Inanspruchnahme des Gesundheitswesens führen als „Ausgebranntsein“ (Z73.0) aufgeführt. Burn-out ist im Unterschied zu Depression keine Behandlungs-, sondern eine Rahmen- oder Zusatzdiagnose. Ein reines Burnout-Syndrom ist ein Ausschlusskriterium für eine Neurasthenie (F48.0), die in der Diagnose aber als Burnout-basiert beschrieben wird und die Leistungspflicht eines Krankenversicherers begründen kann. Auch wird die Depersonalisierung (F48.1) als ein mögliches Symptom des Burnouts betrachtet.
In der Version ICD-11, die seit Januar 2022 international gültig ist und zukünftig auch im deutschen Sprachraum zur Anwendung kommen wird, ist Burn-out als Syndrom aufgrund von „Stress am Arbeitsplatz, der nicht erfolgreich verarbeitet werden kann“ enthalten. Dabei heißt es ausdrücklich, das Syndrom solle nicht verwendet werden, um Erfahrungen in anderen Lebensbereichen zu erfassen, sondern auf den Arbeitsplatz beschränkt sein. In den Medien wurde 2019 teilweise berichtet, mit der ICD-11 werde Burn-out „als Krankheit anerkannt“. Hierbei handelt es sich um eine Falschmeldung, Burn-out wird weiterhin im Kapitel  „Faktoren, die den Gesundheitszustand beeinflussen“ geführt.
Im Klassifikationssystem der American Psychiatric Association, dem Diagnostic and Statistical Manual of Mental Disorders, wird Burn-out nicht als eigenständige Diagnose aufgeführt.

## Symptome
Die Leitsymptome sind mit Erschöpfung und verminderter Leistungsfähigkeit unspezifisch. Folgt man dem Diagnoseschlüssel der ICD (vital exhaustion) und legt man die Forschungsergebnisse zur Diagnose des Burnout-Syndroms seit Mitte der 1970er Jahre zugrunde, dann zeigen die wichtigsten validierten Testverfahren, über welche Symptome das Burnout-Syndrom heute operationalisiert wird. Ausgangspunkt ist dabei das weltweit am häufigsten eingesetzte Maslach Burnout Inventory (MBI). Dieses wurde unter anderem durch das Copenhagen Burnout Inventory (CBI) und das Oldenburg Burnout Inventory (OLBI) modifiziert, aber im Kern nicht verändert. Auf dieser Grundlage lassen sich die Symptome in drei Kategorien (Dimensionen) einteilen:

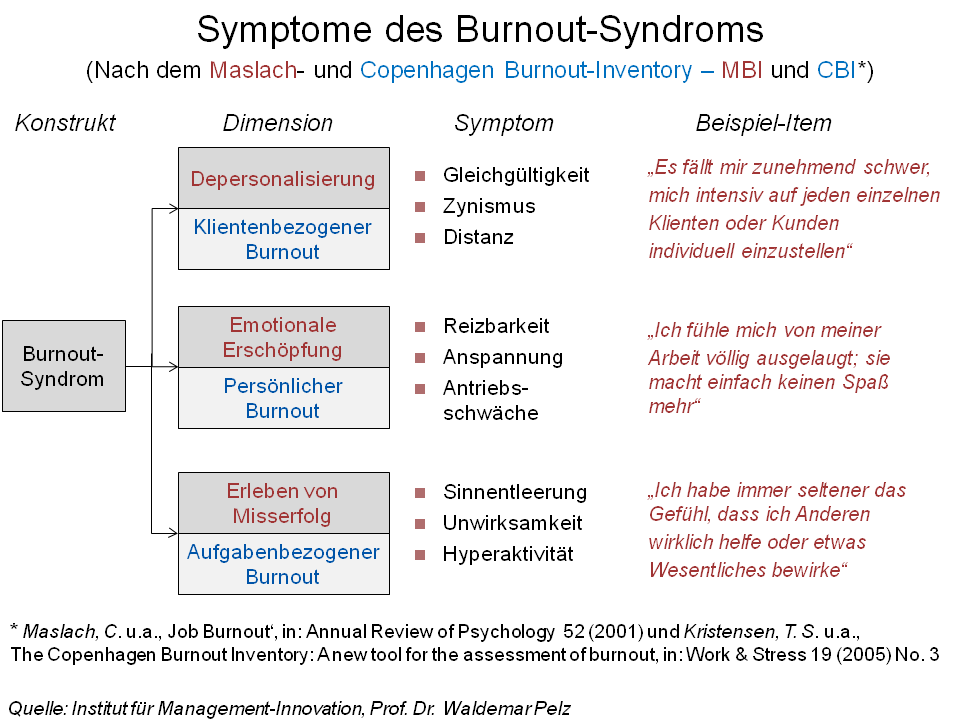
Abbildung: Symptome des Burnout-Syndroms

1. Emotionale Erschöpfung (exhaustion oder fatigue): Diese Erschöpfung resultiert aus einer übermäßigen emotionalen oder physischen Anstrengung (Anspannung). Es ist die Stress-Dimension des Burnout-Syndroms. Die Betroffenen fühlen sich schwach, kraftlos, müde und matt. Sie leiden unter Antriebsschwäche und sind leicht reizbar.
2. Depersonalisierung: Mit dieser Reaktion auf die Überlastung stellen die Betroffenen eine Distanz zwischen sich selbst und ihren Klienten (Patienten, Schülern, Pflegebedürftigen oder Kunden) her. Das äußert sich in einer zunehmenden Gleichgültigkeit und teilweise zynischen Einstellung diesen gegenüber und die Arbeit wird zur unpersönlichen Routine.
3. Erleben von Misserfolg: Die Betroffenen haben häufig das Gefühl, dass sie trotz Überlastung nicht viel erreichen oder bewirken. Es mangelt an Erlebnissen des Erfolges. Weil die Anforderungen quantitativ und qualitativ steigen und sich ständig verändern, erscheint die eigene Leistung im Vergleich zu den wachsenden Anforderungen gering. Diese Diskrepanz zwischen Anforderungen und Leistungen nimmt der Betroffene als persönliche Ineffektivität bzw. Ineffizienz wahr. Dies ist mit eine Folge der Depersonalisierung, weil die Betroffenen sich von ihren Klienten entfernt haben und auf deren Erwartungen nicht mehr wirksam eingehen können. Darunter leidet der Glaube an den Sinn der eigenen Tätigkeit.

Freudenberger nennt auch Orientierungslosigkeit, Verweigerungshaltung und sogar Paranoia als gelegentliche Begleiterscheinungen.

## Diagnostik
Neben allgemeinen diagnostischen Methoden (z. B. Anamneseerhebung) kommen zur Diagnostik auch spezifische Fragebögen zum Einsatz. Die Diagnosestellung ist nicht alleine auf das Individuum bezogen, sondern bezieht Umweltbedingungen (Beanspruchung und andere objektive Merkmale der Tätigkeit sowie die sozialen Beziehungen) mit ein. Dabei kann Diagnostik auch auf Fremdbeurteilung angewiesen sein. Die Fachperson entscheidet dabei, welches Diagnoseinstrument sie einsetzt. Anonym bereitgestellte Tests können in der Regel keine verlässliche Diagnose für Burn-out liefern. Das gilt auch für die inzwischen unübersehbare Vielfalt an Ratgebern, die nicht durch Fachpersonen erstellt worden sind.
Geeignete und häufig eingesetzte Fragebogen sind:
- Das Maslach Burnout Inventory – MBI, bei dem Aussagen aus den Kategorien emotionale Erschöpfung, Depersonalisierung und Leistungszufriedenheit nach Intensität und Häufigkeit beantwortet werden müssen. Die Fragen der ersten Version des MBI bezogen sich ausschließlich auf helfende Berufe.[37] In späteren Überarbeitungen wurden eine Version für Lehrer (MBI-Educators Survey) und eine berufsübergreifende Version (MBI-General Survey) eingeführt.[38] Die einzige offizielle deutsche Übersetzung des MBI (das MBI-D) bezieht sich auf „Patienten“.[39]
- Das Trierer Inventar zum chronischen Stress – TICS erfasst auf der einen Seite die Anforderungen (Arbeitsüberlastung, soziale Überlastung und Erfolgsdruck) und zum anderen die mangelnde Bedürfnisbefriedigung (Unzufriedenheit mit der Arbeit, Überforderung, Mangel an sozialer Anerkennung) sowie soziale Spannungen und Isolation.[40]
- Das Copenhagen Burnout Inventory – CBI soll einige Nachteile des MBI überwinden und misst Burn-out mittels 19 Items in den drei Skalen: (1) Ausmaß des persönlichen Erlebens von Erschöpfung (physisch und psychisch), (2) Belastung und Erschöpfung, die der Arbeit zugeschrieben werden sowie (3) Frustration und Erschöpfung, die aus der Zusammenarbeit mit Klienten resultieren.[41]

## Differentialdiagnostik und Abgrenzung
Die Burn-out zugeschriebenen Symptome können auch auf andere psychische Störungen oder Erkrankungen hinweisen.
Differentialdiagnostisch kann von Burn-out laut ICD dann gesprochen werden, wenn keine Berufsunfähigkeit besteht oder keine andere psychiatrisch definierte Krankheit wie Neurasthenie (F48.0), Panikattacke (F41.0) und keine allgemeine Ermüdung (R53), die nach schwerer Arbeit oder zu kurzem Schlaf auftritt, vorliegt. Bereits in den 1980er Jahren war die Konstruktvalidität des Burnout-Syndroms Gegenstand der wissenschaftlichen Diskussion und es zeigte sich, dass Burn-out enger mit depressiven Tendenzen korreliert als mit Arbeitszufriedenheit und es in dieser Beziehung Überlappungen gibt.
Ein Burn-out ist eine häufige Verdachts- oder Erstdiagnose bei Erwachsenen, bei denen eine vorliegende Autismus-Spektrum-Störung bislang nicht erkannt wurde. In diesen Fällen entsteht der Stress aus Konflikten im beruflichen Umfeld, die auf für autistische Menschen typische Verhaltensweisen und Eigenheiten zurückzuführen sind. Oft ist es diesen Personen im bisherigen Verlauf ihres Lebens erfolgreich gelungen, durch eine hohe Intelligenz und geschickte Strategien ihre sozialen und kommunikativen Schwierigkeiten im Umgang mit nicht-autistischen Menschen zu kompensieren.
Das Burnout-Syndrom kann ähnliche Symptome wie das Boreout-Syndrom aufweisen: Der Begriff stammt vom englischen to bore = (sich) langweilen und bezeichnet den Zustand beruflicher Unterforderung und Unzufriedenheit. Dieser Zustand kann von gleichzeitig hoher Geschäftigkeit und reduzierter Leistungsfähigkeit sowie emotionaler Erschöpfung begleitet sein.

## Phasen des Burn-out
Herbert Freudenberger und seine Kollegin Gail North haben zwölf Phasen im Verlauf des Burnout-Syndroms identifiziert. Die Reihenfolge muss jedoch nicht wie in der folgenden Auflistung verlaufen:
1. Drang, sich selbst und anderen Personen etwas beweisen zu wollen
2. extremes Leistungsstreben, um besonders hohe Erwartungen erfüllen zu können
3. Überarbeitung mit Vernachlässigung persönlicher Bedürfnisse und sozialer Kontakte
4. Überspielen oder Übergehen innerer Probleme und Konflikte
5. Zweifel am eigenen Wertesystem sowie an ehemals wichtigen Dingen wie Hobbys und Freunden
6. Verleugnung entstehender Probleme, Absinken der Toleranzgrenze
7. Rückzug und dabei Meidung sozialer Kontakte bis auf ein Minimum
8. offensichtliche Verhaltensänderungen, fortschreitendes Gefühl der Wertlosigkeit, zunehmende Ängstlichkeit
9. Depersonalisierung durch Kontaktverlust zu sich selbst und zu anderen Personen; das Leben verläuft zunehmend funktional und mechanistisch
10. innere Leere und verzweifelte Versuche, diese Gefühle durch Überreaktionen zu überspielen wie beispielsweise durch Sexualität, Essgewohnheiten und Drogen
11. Depression mit Symptomen wie Gleichgültigkeit, Hoffnungslosigkeit, Erschöpfung und Perspektivlosigkeit
12. erste Gedanken an einen Suizid als Ausweg aus dieser Situation; akute Gefahr eines mentalen und physischen Zusammenbruchs

## Ursachen und begünstigende Bedingungen

### Stress
Seit Beginn der Forschung zum Burnout-Syndrom wird dieses als Reaktion auf chronische Stressoren im Beruf beschrieben. Nach Jaggi handelt es sich beim Burn-out um eine körperliche, emotionale und geistige Erschöpfung aufgrund beruflicher Überlastung. Nach Richard Lazarus wird Burn-out durch Stress ausgelöst, der aus Sicht der betroffenen Person nicht bewältigt werden kann. Es handelt sich um ein subjektiv wahrgenommenes Auseinanderklaffen von
- externen (beruflichen) Anforderungen bzw. Belastungen[49] einerseits und
- individuellen Fähigkeiten zur Bewältigung der Beanspruchungen[49] andererseits.

Diese Diskrepanz ist oft mit dem Gefühl der Ohnmacht verbunden. Zentral ist dabei die (vermeintliche oder zutreffende) Annahme der Überforderung oder mangelnden Kontrolle (Kontrollüberzeugung). Dazu wurden nach David Myers einige Tierexperimente durchgeführt, deren Erkenntnisse auch auf Menschen übertragbar sind.

### Ungleichgewicht zwischen Leistung und Anerkennung
Zur Erklärung von Ursachen des Burnout-Syndroms wird häufig das Konzept des Ungleichgewichts von Leistung und Anerkennung, kurz ERI (Effort-reward-imbalance Model) von Johannes Siegrist verwendet. Es basiert theoretisch auf Reziprozität, der legitimen Erwartung, dass man für Leistungen eine Anerkennung erfährt. Zur Untersuchung dieses Ungleichgewichts hat Siegrist das international angewandte und validiertere Messinstrument, den Fragebogen zur Erfassung beruflicher Gratifikationskrisen (engl. ERI questionnaire) entwickelt. Der Fragebogen liegt als Lang- und als Kurzfassung vor.
Beispiele für Skalen und Items nach der englischen Version des ERI sind:
- „Effort“
  - „Ich habe permanenten Zeitdruck.“
  - „Ich trage viel Verantwortung.“
  - „Ich werde bei der Arbeit häufig gestört.“
  - „In den letzten Jahren wurde meine Aufgabe immer anspruchsvoller.“
- „Reward“
  - „Ich werde von meinen Vorgesetzten nicht mit dem nötigen Respekt behandelt.“
  - „Bei Schwierigkeiten bekomme ich keine adäquate Unterstützung.“
  - „Ich werde oft unfair behandelt.“
  - „Meine berufliche Zukunft ist unsicher.“

Neben dem Ungleichgewicht von Effort und Reward berücksichtigt das ERI-Modell auch den Aspekt des Overcommitment (übersteigerte Verausgabungsneigung bzw. Überengagement) als unabhängigen Einflussfaktor. Nach Siegrist ist dies die intrinsische Komponente der Verausgabung. Die übersteigerte Verausgabungsneigung lässt sich als ein Bündel von Verhaltensweisen, Emotionen und Kognitionen verstehen. Bei der Entwicklung der Skalen zur Erhebung von Overcommitment wurde auf das Konzept der Kontrollbestrebung in Weiterentwicklung des Typ-A-Verhaltenskonzepts von Friedman und Roseman zurückgegriffen. Das sogenannte A-Typ-Verhalten kennzeichnet Personen, die häufig hochqualifiziert oder in sozialen Berufen tätig sind.
Dass Gratifikationskrisen, gemessen mit dem ERI-Modell, mit einer gewissen Wahrscheinlichkeit zum Burnout-Syndrom führen können, ist auf Basis von Studien plausibel, die deren Einfluss auf wesentliche Elemente des Burnout-Syndroms wie „vital exhaustion“ und depressive Stimmungen zeigen.
Da der Einsatz des ERI-Fragebogens ein anerkanntes Verfahren im Rahmen des Arbeitsschutz ist, werden aus den damit gewonnenen Ergebnissen keine individuellen verhaltenspräventiven Maßnahmen zum Kompetenzaufbau abgeleitet, sondern strukturelle Maßnahmen, die verhältnispräventiv ansetzen. Dieses Modell scheint zur Vorhersage arbeitsbedingter psychischer Probleme etwas besser geeignet zu sein als das JDC(S)-Modell von Karasek u. a.

### Vom Arbeitsplatz ausgehende Belastungen
Im Anforderungs-Kontroll-Modell von Karasek (1979) wurden zunächst zwei Merkmale beruflicher Tätigkeiten identifiziert, um deren Charakteristik zu beurteilen:
- das Ausmaß an Anforderungen (demands), die an die Tätigkeit gestellt sind, und
- das Ausmaß an Kontrolle (control), das man in Bezug auf seine Arbeit besitzt.

Gesundheitlich besonders belastend (in sog. high strain jobs) ist diesem Modell zufolge, wenn ein hohes Maß an Anforderungen und ein niedriges Ausmaß an Kontrolle (im Sinne von eigenen Entscheidungen) zusammenfallen. Danach sind diejenigen Personen durch Arbeitsstress gesundheitlich gefährdet, an die permanent hohe Anforderungen gestellt werden, zum Beispiel durch Arbeitsverdichtung, während zugleich die Kontrolle und der Entscheidungsspielraum bei der Ausführung der Aufgaben eingeschränkt sind. Typische Beispiele sind Industriearbeiter am Fließband, Verkäufer im Supermarkt oder Beschäftigte in Call-Centern. An leitende Manager oder Ärzte im Krankenhaus werden ebenfalls hohe Arbeitsanforderungen gestellt, jedoch besitzen sie in der Regel größere Kontroll- und Entscheidungsspielräume.
Das Modell wurde 1988 von Johnson und Hall zum Job-Demand-Control-Support-(JDCS-)Modell durch einen weiteren Faktor erweitert:
- Support als soziale Unterstützung: Sozio-emotionale Unterstützung (socioemotional support) in Form von Mitgefühl, Aufmerksamkeit etc. zur Abmilderung negativer psychologischer Auswirkungen von Belastung (job strain) sowie Instrumentelle soziale Unterstützung  (instrumental social support) als direkte, tätigkeitsbezogene Unterstützung, durch die dem Individuum zusätzliche Ressourcen zur Verfügung gestellt werden.

Fehlende Unterstützung kann das Ausmaß der psychischen Gefährdung weiter erhöhen bzw. soziale Unterstützung kann die Belastung (den mental strain) abmildern. Auch Karasek und Theorell sprechen 1990 vom Demand-Control-Support-Modell.
Job-Demand-Control und -Support Modell reduzieren die Einflussfaktoren der Arbeitswirklichkeit auf die Gesundheit auf wenige Annahmen. Während die sog. Strain-Hypothese (Belastungen durch Arbeitsanforderungen) der Modelle durch Untersuchungen bestätigt ist, ist der Forschungsstand zur sog. Buffer-Hypothese (moderierender Einfluss durch Entscheidungsspielraum) inkonsistent.

## Burn-out-Vorbeugung
Das Arbeitsschutzgesetz schreibt seit 2013 in § 5 Abs. 3 Nr. 6 die Gefährdungsbeurteilung psychischer Belastungen vor. Die Untersuchung von psychomentalen Belastungen in Unternehmen ist international normiert durch EN ISO 10075. In Unternehmen mit Arbeitnehmervertretungen haben diese bei der Unterscheidung zwischen legitimer Belastung und schädlicher Fehlbelastung Mitbestimmungsrechte. Durch Gefährdungsbeurteilungen werden Belastungen als eine Eigenschaft des Arbeitsplatzes bestimmt und nicht die Beanspruchung einzelner Mitarbeiter. Eine Verpflichtung des Arbeitgebers zur Beurteilung psychischer Belastungen findet sich auch in der Bildschirmarbeitsverordnung.
Da Burn-out nicht als Krankheit gilt, fallen, je nach Erklärungsmodell, die Empfehlungen zur Prävention unterschiedlich aus. Unterscheiden lassen sich Maßnahmen zur Verhältnisprävention, die bei den (beruflichen) Belastungen ansetzen von Maßnahmen zur Verhaltensprävention, die sich dem Individuum und seiner Widerstandsfähigkeit zu widmen. Zur Unterscheidung verschiedener Präventionsarten siehe Krankheitsprävention.

### Verhältnisprävention
Im beruflichen Umfeld gibt das Arbeitsschutzgesetz der Verhältnisprävention den Vorrang. Verhältnispräventive Maßnahmen werden im Artikel Belastung (Psychologie) beschrieben. Die Vorschriften des Arbeitsschutzes verpflichten die Arbeitgeber, durch die Verhältnisprävention sicherzustellen, dass die mit einem Arbeitsplatz verbundenen Belastungen keine gesundheitsschädlichen Fehlbelastungen sind.
Im Berufsfeld der sozialen Arbeit gelten neben der Unterstützung und der Wertschätzung durch Kollegen und Vorgesetzte vor allem das Angebot von Supervision sowie genügend Zeit für Freizeitaktivitäten (z. B. Sport) als wichtig für die Burnout-Prävention. Wichtig ist auch die Vermeidung zu hoher Fallzahlen bei der Arbeit mit schwierigen Klientengruppen.

### Verhaltensprävention
Individuelle Schutzmaßnahmen sind im Arbeitsschutz zwar „nachrangig zu anderen Maßnahmen“, Arbeitgeber können jedoch auch verhaltenspräventive Maßnahmen unterstützen. Diskutiert werden sowohl Maßnahmen zur Stärkung von Selbstmanagement, Selbststeuerung und Selbstregulierung sowie positive Effekte von Volition als auch Führungskonzepte.

## Behandlung von Burn-out
In psychotherapeutischen Standardwerken finden sich kaum spezifische Hinweise zur Behandlung von Burnout, vermutlich weil Burn-out selbst wenig spezifisch ist. Bereits Christina Maslach, Mitbegründerin der Burnout-Forschung, machte darauf aufmerksam, dass sich Lehrer, Ärzte, Pflegepersonal oder Gefängnisaufseher aufgrund unterschiedlicher Burnout-Profile einer einheitlichen Intervention entziehen.
Vor diesem Hintergrund erschöpfen sich Therapievorschläge häufig in sehr allgemein gehaltenen Empfehlungen zur Nutzung von westlicher oder östlicher Medizin, zur Arzt-Patient-Beziehung, zum Anstreben von Zufriedenheitserlebnissen, der Suche nach zwischenmenschlicher Unterstützung oder der Verbesserung sozialer Fertigkeiten.
Eine Metastudie zur Effektivität von Interventionsprogrammen für das Burnout-Syndrom, welche sich zu 68 Prozent mit personenbezogenen, zu 8 Prozent mit organisationsbezogenen und zu 25 Prozent mit einer Kombination aus beiden Aspekten befassten, zeigt, dass rund 80 Prozent der Programme zu einer feststellbaren Abschwächung des Burnout-Syndroms führten. Auch wenn dies für die Wirksamkeit von Interventionen bei Burn-out spricht, so handelt es sich nach Ansicht der Autoren bei den Interventionen um Einzelmaßnahmen, die nicht auf einem wissenschaftlich fundierten Erklärungsmodell des Burnout-Syndroms beruhen. Die Maßnahmen gingen nicht über das Niveau des Gesunden Menschenverstandes hinaus, die Forschung hierzu stehe erst am Anfang.

## Volkswirtschaftliche Bedeutung von Burn-out
Die volkswirtschaftliche Bedeutung wird unterschiedlich eingeschätzt. Die Europäische Agentur für Sicherheit und Gesundheitsschutz am Arbeitsplatz beziffert im Jahr 2010 die volkswirtschaftlichen Folgekosten des Burnout-Syndroms in der EU auf rund 20 Milliarden Euro jährlich. Demgegenüber ermittelte die DAK 2013 einen deutlich gesunkenen Bestand von Krankmeldungen wegen Burn-out und erklärte, die Burnout-Verbreitung werde „deutlich überschätzt“. Laut DAK-Psychoreport 2019 allerdings ist die Häufigkeit der Diagnose Burn-out auf Krankschreibungen wieder etwas angestiegen.
Laut Weltgesundheitsorganisation (WHO) beträgt der jährliche volkswirtschaftliche Schaden durch Burn-out über 120 Milliarden Dollar allein in Europa und Nordamerika.

## Burn-out in der Literatur
Burn-out in der Bedeutung psychischer oder körperlicher Erschöpfung findet sich in der Literatur schon 1599 bei Shakespeare: „She burnt with loue, as straw with fire flameth, She burnt out loue, as soon as straw out burneth.“ Zu größerer Popularität kam der Begriff durch die Erzählung A Burnt-Out Case von Graham Greene aus dem Jahr 1960 (s. o.). Beschrieben wird ein desillusionierter Architekt, der seinen Beruf aufgibt, um anschließend im afrikanischen Dschungel zu leben (Aussteiger). Erfahrungen mit dem Burnout-Syndrom beschrieb Miriam Meckel in ihrem autobiographischen Roman Brief an mein Leben, der mit Marie Bäumer in der Hauptrolle verfilmt wurde. Inzwischen erfährt der emotionale Erschöpfungszustand des Burn-out breite Beachtung in der interdisziplinär angelegten Ratgeberliteratur zur Stressbewältigung wie auch im gesundheitstouristischen Sektor.

## Rundfunkberichte
- Joachim Bauer: Burnout oder Selbstverwirklichung – Was Arbeit mit uns machen kann. SWR2 „Wissen/Aula“ vom 29. Dezember 2013
- Christian Aichmayr: „Überleben in einer ver – rückten Arbeitswelt“ – Radioessay von Christian Aichmayr, Teil 1 – VOR ORT 38. Radio FRO/Freies Radio Salzkammergut „VOR ORT“ vom 9. Juni 2016.
- Christian Aichmayr: „Überleben in einer ver – rückten Arbeitswelt“ – Radioessay von Christian Aichmayr, Teil 2 – VOR ORT 39. Radio FRO/Freies Radio Salzkammergut „VOR ORT“ vom 12. Juni 2016.